# Lekope
Lekope (Sesotho, Plural makope) bezeichnet bei den Basotho von Lesotho und den Sotho in der südafrikanischen Region Transvaal, zu denen auch die Pedi gehören, zwei unterschiedliche Mundbögen: Einer der beiden Mundbogentypen mit einem fast geraden Bogenstab und einer ungeteilten Saite war im südlichen Afrika weit verbreitet und entspricht unter anderem dem umqangala der Zulu und dem lugube der Venda. Dieser vermutlich obsolete lekope-Typ wurde nur von Frauen gespielt.
Beim anderen Typ, der nur von Männern gespielt wird, besteht der Bogenstab aus einem dicken geraden Mittelstück, darin eingesteckten dünnen, biegsamen Bogenenden und einer durch eine Stimmschlinge geteilten Saite. Dieser Typ ist bei den Basotho auch als setolotolo und bei den Zulu als isitontolo bekannt.

## Herkunft und Verbreitung
Ein Mundbogen ist die besondere Bauweise eines Musikbogens, bei dem die Saitenschwingungen nicht durch einen mit dem Saitenträger in Kontakt gebrachten Resonanzkörper – häufig eine aufgeschnittene Kalebasse, sondern durch den Mundraum des Spielers verstärkt und moduliert werden. Der Saitenträger eines Musikbogens besteht aus einem mehr oder weniger stark gebogenen und biegsamen Stab, zwischen dessen Enden eine Saite gespannt ist. Im Unterschied hierzu ist bei einer einsaitigen Stabzither (Musikstab) oder einer ähnlich einfachen Röhrenzither die Saite über einen geraden und annähernd starren Saitenträger gespannt. Um die Saite auf einem parallelen Abstand vom Saitenträger zu halten, verläuft sie bei einer solchen Zither üblicherweise über an beiden Enden untergeschobene Stege (Holzstückchen). Der fast gerade lekope des ersten Typs unterscheidet sich nur durch den Verzicht auf Stege von einer Stabzither.
Beim zweiten lekope-Typ bewirkt das verdickte Mittelteil wie die Röhre einer Röhrenzither eine gewisse Resonanzverstärkung, die ansonsten in wesentlich stärkerem Maß von der mit dem Saitenträger verbundenen Kalebasse eines Musikbogens geleistet wird. Percival Kirby (1934) vertritt wie zuvor Henry Balfour (1899) die Theorie der Entwicklung des Musikbogens von einem Jagdbogen über einen Bogen, der situativ zum Jagen und Musizieren verwendet wurde, hin zu einem eigenständigen Musikinstrument und sieht das verdickte Mittelteil des lekope als ein Zwischenstadium auf dem Weg vom Mundbogen zum mit einer Kalebasse verstärkten Musikbogen. Beide Mundbögen stehen somit organologisch am Übergang zu anderen Instrumententypen.
Die tonalen Möglichkeiten der unterschiedlichen Musikbogentypen sind stets komplexer als es die relativ ähnlichen Formen erwarten lassen, weshalb Percival Kirby deren Klassifizierung nicht wie in der Hornbostel-Sachs-Systematik ausschließlich nach Details der Bauform, sondern in der obersten Gliederungsebene nach dem Klangergebnis vornimmt. Hierfür wurde er von Curt Sachs scharf kritisiert. Kirby unterteilt die einheimischen Saiteninstrumente in Südafrika in drei Gruppen: In Gruppe 1 klingen die Obertöne als Akkord zusammen, in Gruppe 2 werden die Obertöne zur Melodiebildung isoliert und in Gruppe 3 ergeben die Obertöne im Zusammenklang mit dem Grundton eine einfache Form der Mehrstimmigkeit.
Die erste Gruppe beinhaltet zum einen Kalebassen-Musikbögen mit ungeteilter Saite, darunter den segwana der Batswana, den dende oder tshitendje der Tsonga, den ligubu der Swazi, den ugubu der Zulu und den uhadi der Xhosa. Zum anderen gehören hierzu Kalebassen-Musikbögen mit Stimmschlinge, etwa der dende oder tshikala der Venda, der sekgapa („Kalebasse“) der Pedi und der umakhweyana der Swazi und Zulu. Zur zweiten Gruppe gehören neben einigen Musikbögen wie dem gora, dessen Saite angeblasen wird, die Halbröhrenzithern tshidzholo (tsijolo) der Venda, segankuru und sekgobogobo der Pedi.
Die beiden lekope-Typen ordnet Kirby in die dritte Kategorie, die aus vier Untergruppen besteht. Die erste Untergruppe enthält Mundbögen mit einem annähernd geraden Saitenträgern aus einem Pflanzenrohr, zu denen neben dem ersten, von Frauen gespielten lekope der lugube bei den Venda, der umqangala bei den Zulu und Swazi, der mtyangala bei den Tumbuka in Malawi, der nkangala bei den Chewa in Malawi und der inkinge bei den Xhosa gehören.

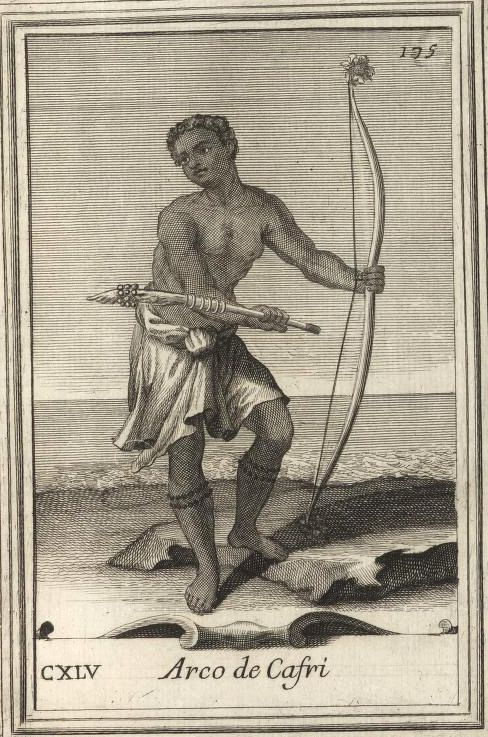
Arco de Cafri, „Bogen der Kaffern“. Der Kupferstich in Filippo Bonanni, Gabinetto armonico, 1723, zeigt einen Musikbogen mit Stimmschlinge, dessen Saite mit einem Rasselstab geschlagen wird.

Der andere lekate-Typ der Männer gehört zur zweiten Untergruppe, bei welcher der Bogen aus einem einzigen massiven Stab, der an beiden Enden ausgedünnt wurde oder aus einem dicken Mittelteil mit von beiden Seiten eingesteckten dünnen Stäben besteht. Die geteilte Saite wird mit dem Mund verstärkt. Percival Kirby beschreibt diese Untergruppe mit zweigeteilter Saite als eine Weiterentwicklung der ungeteilten Mundbögen. Im instrumentenkundlichen Werk des Jesuitenpriesters und Naturforschers Filippo Bonanni aus dem Jahr 1723 ist ein Musikbogen mit Stimmschlinge abgebildet. Ein Resonator ist weder auf der Abbildung zu erkennen, noch wird ein solcher im Text erwähnt. Die dargestellte Spielhaltung ist für einen Musikbogen mit und ohne Resonator untypisch.
Die Damara in Namibia sollen, Berichten aus dem 19. Jahrhundert zufolge, ihren zur Jagd verwendeten Bogen zeitweilig zum Musizieren mit einer Stimmschlinge ausgestattet haben. Den Bogenstab hielten sie beim Spiel waagrecht gegen den Mund und die Saite schlugen sie mit einem dünnen Stab. So beschreibt der britische Naturforscher Francis Galton, der Damaraland 1851 besuchte, das zur rhythmischen Gesangsbegleitung dienende und zu jener Zeit einzige Saiteninstrument der Damara. Sein Reisebegleiter, der schwedische Forschungsreisende Karl Johan Andersson, schreibt dagegen, der Damara-Spieler erzeuge mit dem Mundbogen „eine Art wilder Melodie“ und das Instrument diene dazu, die Laufgeräusche verschiedener Tiere nachzuahmen. Der dünne, leicht gebogene Jagdbogen der Damara wurde wie bei den Herero outa genannt, auch bei seiner Verwendung als Musikinstrument. Als Bogenstab des outa (genauer outa otjihumba) wurde ein 90 bis 120 Zentimeter langer Zweig etwa von Ziziphus mucronata (Otjiherero omukara) verwendet. Den gleichen Mundbogen mit Saitenteilung sah Leonhard Schultze um 1904 bei den Basarwa in der Kalahari von Botswana.
Der „verbesserte“ Mundbogen des lekope- oder setolotolo-Typs (englisch braced thick-handled bow)  mit in der Mitte verdicktem Bogenstab und zweigeteilter Saite heißt bei den Venda tshigwana (tshivhana), bei den Tsonga sekgapa, bei den Swazi isitontolo, bei den Kwebo kedondolo, bei den Lobedu kashane (beide Nord-Sotho-Sprecher), bei den Zulu isitontolo oder isiqomqomana, bei den Tsopi penda und hiermit sprachlich verbunden chipendani (tshipendani) bei den Karanga in Simbabwe, die einen Shona-Dialekt sprechen. Ein solcher Mundbogen jedoch ohne Stimmschlinge ist bei Bernhard Ankermann (1901) in einer Abbildung mit „Musikbogen der Kaffern“ untertitelt. Ob diese Mundbögen einen gemeinsamen Ursprung haben oder unabhängig entstanden sind, lässt sich aus ihrer Verbreitung nicht ableiten. Eine Bauform mit einem sehr kurzen verdickten Mittelstück, bei dem die Stimmschlinge nicht am Mittelstück, sondern daneben am dünnen Bogenstab befestigt ist – chipendani der Karanga und isitontolo der Tsonga, scheint von Norden nach Südafrika gekommen zu sein.
Die dritte Untergruppe besteht aus stark gebogenen Mundbögen ohne Saitenteilung, deren Saitenträger in der Mitte geriffelt ist und der mit einem Reibestab, an dem eine Rassel befestigt ist, gerieben wird. Zu diesen Schrapbögen oder Reibebögen gehört der xizambi der Tsonga und der nxonxoro der ǃKung. Die vierte Untergruppe ist eine Variante der zweiten, jedoch mit einer ungeteilten Saite und einem dicken geraden Pflanzenrohr, in das nur an einer Seite ein dünner gebogener Stab gesteckt ist. Üblicherweise wird die Saite mit einem Stab gestrichen. Beispiele für diese Gruppe sind die heute nicht mehr gebräuchliche zweigeteilte Form des umrhubhe der Zulu und Xhosa, der umqunge der Mpondo in der Provinz Ostkap und der utiyane der Swazi.

## Bauform und Spielweise

### Lekope mit einteiligem, geradem Saitenträger

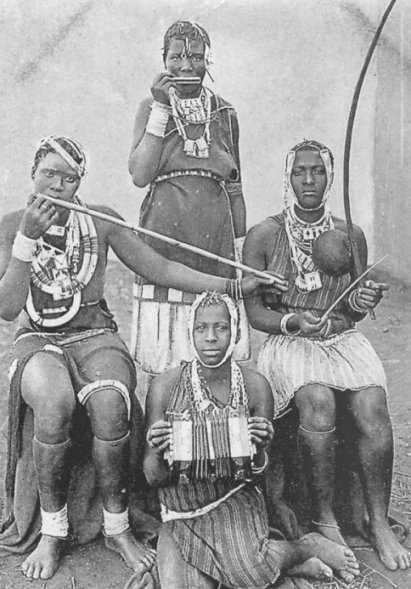
Zulu-Musiker um 1900. Der gerade Mundbogen links (umqangala) entspricht in Form und Spielhaltung dem lekope der Pedi-Frauen. Rechts ein Kalebassen-Musikbogen (umakhweyana). Mitte oben eine Mundharmonika (imfiliji), darunter eine Konzertina (inkositini).

Der zur ersten Untergruppe gehörende lekope in der Region Transvaal, die vier Provinzen im Nordosten der Republik Südafrika umfasst, wird aus einem beispielsweise fünf Internodien langen Schilfrohrabschnitt angefertigt. Das bevorzugte Material ist ein etwa 60 Zentimeter langes Bambusrohr, dessen Durchmesser ein bis zwei Zentimeter beträgt. Falls der Stab völlig gerade ist, wird in seltenen Fällen an einem Ende ein Abschnitt eines Zweiges unter der Saite platziert, um diese auf einen minimalen Abstand vom Saitenträger zu bringen. Die beim lekope traditionell aus einer Tiersehne (beim lugube aus Pflanzenfaser oder Tiersehne) bestehende Saite wird auf einer Seite durch einen Knoten verstärkt, mit diesem in einen Riss an der Stabspitze geklemmt und, im Unterschied zu den übrigen Mundbögen dieser Gruppe, nicht unmittelbar am anderen Stabende, sondern in einiger Entfernung vom Stabende festgewickelt. Die mehrfach unter der Saite durchgezogene Wicklung sorgt wie ein sehr niedriger Sattel für etwas Abstand vom Stab. Die Saite wird mit einem Plektrum (aus einer Art der Hundszahngräser, Sesotho mohloa) angerissen. Bei den Sotho und den meisten anderen Ethnien spielten diesen Mundbogentyp ausschließlich Frauen und Mädchen. Heute verwenden vielleicht noch ältere Frauen den lekope zur eigenen Unterhaltung.
Wie beim umqangala der Zulu, beim lugube der Venda und beim lengope der Batswana hält die (rechtshändige) Spielerin den Bogenstab auf die linke Seite schräg nach unten geneigt und berührt mit den Lippen – aber nicht mit den Zähnen – dessen oberes Ende. Die Saite zeigt dabei nach außen. Mit dem Zeigefinger der linken Hand fixiert sie bei nach oben gerichteter Handfläche das untere Stabende. Mit den übrigen Fingern der linken Hand verkürzt die Spielerin die Saite und produziert über dem Grundton der leeren Saite zwei oder drei weitere Grundtöne. Für den resultierenden Klang sind weniger die gegriffenen Grundtöne, sondern vor allem die durch Veränderung des Mundraums isolierten zweiten, dritten und vierten Obertöne maßgeblich.
Die früher hauptsächlich verwendeten Musikinstrumente der Pedi-Frauen waren unterschiedliche Trommeltypen, vor allem die hölzerne Kesseltrommel mit Henkel moropa (Plural meropa), Rasseln, Maultrommeln und der lekope. Der lekope diente den Frauen abends als Soloinstrument oder zur Begleitung eines Gesangs mit oder ohne Worte. Ende der 1950er Jahre war der gerade Mundbogen lekope selten geworden und wurde praktisch nicht mehr verwendet. Die jungen Frauen spielten stattdessen eine metallene Bügelmaultrommel, die preisgünstig in einfachen Läden zu kaufen war und der sie die Mundbogennamen lekope und im Distrikt Sekhukhune setolotolo gaben.

### Lekope mit dreiteiligem, gebogenem Saitenträger
Beim lekope mit geteilter Saite, der in Lesotho setolotolo genannt wird, besteht der mittlere dicke Bogenstab aus einem 20 bis 25 Zentimeter langen Zweig eines Flieders oder eines anderen Strauchs mit einem ähnlich weichen Holz, dessen Durchmesser 3 bis 4 Zentimeter beträgt. Das Holzstück wird entrindet, zur Mitte hin leicht verjüngt und das weiche Mark im Innern wird von beiden Seiten 5 bis 7 Zentimeter tief ausgebohrt. Zwei stark gekrümmte, dünne Zweige mit maximal einem Zentimeter Durchmesser und zugespitzten Enden werden auf beiden Seiten in die Bohrlöcher des dicken Mittelteils gesteckt. An den Enden der Zweige sind Kerben eingeschnitten, um eine Drahtsaite festzubinden. Um die Saite nachzuspannen, ist die Befestigung, wie bei Musikbögen üblich, an einem Ende lösbar. Die aus einer Sehne bestehende Stimmschlinge lenkt die Saite einige Zentimeter in Richtung des Mittelteils. Bei einem Exemplar, das Percival Kirby (1934) beschreibt, bestanden das Mittelteil aus dem Holz des Zedrachbaums (syringa) und die gebogenen Endstücke aus einer Weidenart (morethloa). Vor dem Biegen wurden sie über dem Feuer getrocknet. Die rund 75 Zentimeter lange Messingsaite war mit einer Stimmschlinge aus Baumwolle verbunden.
Der Musiker hält den Bogen beim Spiel ungefähr waagrecht mit der linken Hand am Mittelteil und drückt dessen rechtes Ende gegen seine Lippen. Die vom Körper weggerichtete Saite zupft er auf der linken Hälfte mit dem Zeigefinger der linken Hand auf und ab, während er die rechte Saitenhälfte mit einem Plektrum (aus einem Dorn) in beiden Richtungen anreißt. Die Stimmung der Saite erfolgt in drei Schritten. Zuerst wird sie mit der richtigen Spannung festgebunden, dann erfolgt durch die umgelegte Stimmschlinge die Feinjustierung und schließlich wird die Stimmschlinge so entlang der Saite verschoben, dass sich das gewünschte Intervall ergibt. Bei einer gängigen Stimmung liegen beide Saitentöne eine Quinte auseinander. Andere Intervalle, etwa eine große Terz, sind möglich und werden nach der zu spielenden Melodie eingestellt. Mit dem Mund können Obertöne aus beiden Saitenhälften selektiv verstärkt werden. Von den acht bis zehn Obertönen, die mit jeder Saitenhälfte darstellbar sind, verwendet der Musiker nur einen Teil zur Melodiebildung in einem Musikstück.
Zu den traditionellen Musikinstrumenten der Pedi-Männer gehören ein Ensemble aus mehreren Rohrflöten, dinaka, die sie offenbar von den Panflöten nyanga der Venda übernommen haben, die Ritualtrommel dikomana, das Naturhorn phalaphala und der lekope. Wie der etwas anders hergestellte tshigwana der Venda wird der lekope nur von initiierten jungen und alten Männern gespielt. Früher saßen die Männer nachts in ihrem Kraal um ein Feuer zusammen und machten Musik. Mundbögen werden üblicherweise einzeln gespielt. Percival Kirby (1934) hörte jedoch zwei Pedi-Musiker, die auf gleiche Tonhöhen gestimmte makope zusammenspielten. Yvonne Huskisson (1958) erwähnt ein sehr ungewöhnliches Ensemble von sechs Männern, die melodiös auf gleiche Tonhöhen gestimmte makope spielten. Allgemein ist die traditionelle Musik der Pedi-Frauen eher rhythmisch betont und die Musik der Männer eher melodisch.
Wollte der Musiker früher mit seinem Mundbogenspiel ein Zeichen der Liebe, Treue, Abneigung oder eine sonstige Gefühlsstimmung aussenden, so konnte ein magischer Heiler zur Verstärkung dieser Botschaft den Bogen mit gewissen Wundermitteln präparieren. Als musikalischer Liebesschwur wurde förderlich erachtet, den Bogen mit der weißen Blüte eines Baums und dem Honig junger Bienen zusammen mit dem Fleisch eines Kaptäubchens und eines Maulwurfs einzureiben. Die Wirksamkeit solcher Substanzen basiert auf der Vorstellung von Analogiezauber und in diesem Fall auf der Überlegung, dass die spezielle Blüte als erste im Frühling erblüht, der Maulwurf blind (wie Verliebte) ist, die Tauben paarweise fliegen und der Honig süß schmeckt. Ging es um Hass oder Feindschaft gegen die mit der Musik gemeinte Person, so wurden zur Herstellung des magischen Stoffes Fett vom Honigdachs (gilt als tapfer), Adler (gilt stets als machtvoll), von einer Mamba (hochgiftig) und junge Bienen aus dem Bienenstock (weil sie stechen) verwendet.
Eine Erzählung scheint zumindest die zielführende Verwendung des lekope bei Liebesdingen zu bestätigen. Demnach hatte ein junger Mann den geforderten Brautpreis (lobala) in Form von Rindern an seinen zukünftigen Schwiegervater entrichtet, ungeachtet dessen weigerte sich der alte Vater, seine Tochter in die Ehe zu geben. Da ging der junge Mann zusammen mit einem Freund abends zum Haus des Vaters und beide musizierten, sich bei Ermüdung abwechselnd, bis zum frühen Morgen auf dem lekope. Nach einigen Nächten willigte der Vater schließlich in die Ehe ein. Deshalb achtete ein Mädchen in der Vergangenheit darauf, einen Bräutigam zu finden, der lekope spielen kann.